# 無政府女性主義
無政府女性主義（英語：Anarcha-feminism）結合了無政府主義與女性主義。這一詞在1960年代的第二波女性主義（Second-wave feminism）裡出現。
無政府女性主義將父權視為是社會上階級制度的表現形式，也因此是社會問題的根源。無政府女性主義認為對抗父權是阶级斗争的一部分，也是無政府主義者對抗國家和資本主義的過程。在本質上，無政府女性主義將無政府主義視為是女性主義和對抗邪惡的必要成分。
無政府女性主義是由20世紀初期的作家和理論家如爱玛·戈尔德曼和伏爾泰琳·克蕾等人的作品所啟發的。第一波女性主義者玛丽·沃斯通克拉夫特抱持著原始的無政府主義觀點，威廉·戈德温也時常被看作是無政府女性主義的先驅。在西班牙內戰中，一個名為「自由婦女」（Mujeres Libres）的無政府女性主義團體組織了起來，捍衛無政府主義和女性主義兩者的概念。
無政府女性主義者批評許多傳統無政府主義理論家如皮埃爾-約瑟夫·普魯東和米哈依尔·巴枯宁的觀點，他們往往將父權視為是資本主義的一部分，並認為資本主義消失後父權也會消失。一些人甚至支持父權。以普魯東為例，他將家庭視為是社會的最基本單位，他對女人的看法是女人應該達成家庭裡所交付給他們的傳統角色責任。
無政府女性主義的一個重要概念是對於傳統家庭概念、教育、和性別角色的反抗。婚姻制度是最常遭受攻擊的。伏爾泰琳·克蕾主張婚姻制度抑制了個人的成長，戈尔德曼則譴責婚姻制度使得女人「成為終身的附屬品、寄生狀態、沒有半點用處，個人和社會都是如此」。無政府女性主義主張無等級制度的家庭和教育結構。

## 批評

代表無政府女性主義的紫黑雙色旗

"Anarcha-feminism"一詞使用了"a"字尾（而不是其他流派慣用的Anarcho-）來強調發音上的女性氣質，但這其實是錯誤的做法，源於希臘文的Anarcho-並非針對男性的用詞。一些批評者認為使用"anarcha-"一詞意味著女性主義只是一種婦女的運動，而不是一種對抗父權的運動—父權對男女兩性都有負面影響。其他批評則認為這種稱法暗示著其他使用Anarcho-的無政府主義流派帶有男性偏見。
不過女性主義的用詞有時也被視為是對男性中心主義思想的對抗，以女性的字尾來強調女性群體的弱勢，而不是主張改以女性支配社會。這種邏輯不只再女性主義裡使用，也在許多教育部門使用，禁止使用推斷某人為男性的用詞，但能接受以女性為推斷的用詞。

## 外部連結
- 無政府共產主義性別新聞 （页面存档备份，存于）
- Anarcha-Feminism (Infoshop.org)
- Anarcha
- 現代無政府主義文章 （页面存档备份，存于）
- Sex, Race and Class by Selma James
- Quiet Rumours: an Anarcha-Feminist Reader 由 Dark Star Collective
- ROAD Collective （页面存档备份，存于） Ontario無政府網路資源.
- Smash Patriarchy, Smash the State
- 自由社會主義檔案庫